# Євгеній Онєгін (фільм-опера, 1958)
«Євгеній Онєгін» (рос. «Евгений Онегин») — російський радянський фільм-опера режисера Р. І. Тихомирова. Екранізація однойменної опери П. І. Чайковського за романом О. С. Пушкіна, музичний керівник і диригент — Борис Хайкін. Один з найбільших творів світового оперного мистецтва. Головні сольні партії виконують зірки Великого театру —
Галина Вишневська, Лариса Авдєєва та Євген Кібкало. Фільм знятий у 1958 році.
«Євгеній Онєгін» — радянський повнометражний кольоровий художній фільм-опера, поставлений на Кіностудії «Ленфільм» у 1958 році режисером Романом Тихомировим за однойменною оперою Петра Ілліча Чайковського, створеною за романом у віршах О. С. Пушкіна. Музика опери скорочена до тривалості 108 хвилин. Головні сольні партії виконують зірки Великого театру — Галина Вишневська, Лариса Авдєєва і Євген Кібкало.
Прем'єра фільму в СРСР відбулася 8 березня 1959 року.

## Зміст
Росія початку XIX століття. Дворянська садиба Ларіних. У гості до сестри Ольги і Тетяни і їх матері приїжджає сусід Володимир Ленський, якого приймають як нареченого Ольги. Він знайомить Ларіних зі своїм приятелем, нудьгуючим у глушині петербуржцем — Євгенієм Онєгіним. Тетяна палко захоплюється гостем. Вона емоційно переживає нові почуття. Не в силах стриматися, вона пише Онєгіну лист з освідченням у коханні. Під час наступного візиту той ввічливий, але холодний, він відмовляє Тетяні у взаємному почутті, дівчина приголомшена. У Ларіних бал. Патріархальний уклад сільської глушини накладає відбиток і на званий вечір. Онєгіну нудно. Щоб розважитися, він виказує підвищені знаки уваги Ользі, та жартівливо відповідає. Ленський все сприймає всерйоз, у ході виниклої сварки він викликає Онєгіна на дуель. Зимовим ранком противники зустрічаються біля старого млина. Обидва внутрішньо готові до примирення, але його не відбувається. Лунають постріли. Ленський гине. Минає час. Знову бал, на цей раз блискучий, столичний. Онєгін нудьгує і тут. З'являється нова пара — князь Гремін з дружиною. Молода княгиня — Тетяна. Тепер оцінивши її привабливість, Онєгін пише їй пристрасний лист. Лист схвилював молоду жінку, колишні почуття, здавалося, повернулися… на мить. Пора палкої юності пролетіла безповоротно. Тетяна відмовляє Онєгіну.

## Ролі
- Вадим Медведєв — Онегін (співає Євген Кібкало)
- Аріадна Шенгелая — Тетяна Ларіна (співає Галина Вишневська)
- Світлана Немоляєва — Ольга Ларіна (співає Лариса Авдієва)
- Ігор Озеров — Ленський (співає Антон Григор'єв)
- Іван Петров — Гремин (співає він же)
- Володимир Васильєв — Скотинін
- Аркадій Трусов — поміщик
- Віра Кузнецова — кріпосна

## В титрах не зазначені
- Зінаїда Квятковська — Ларіна, поміщиця, мати Тетяни і Ольги
- Глікерія Богданова-Чеснокова — гостя
- Володимир Васильєв — Скотинін
- Еммануїл Каплан — месьє Тріке, француз
- Віра Кузнєцова — кріпосна
- Ганна Любимова — епізод
- Яків Найшулер — епізод
- Ольга Порудолинська — няня
- Яків Родос — гість
- Аркадій Трусов — поміщик

## Знімальна група
- Автори сценарію — Олександр Івановський, Роман Тихомиров
- Режисер-постановник — Роман Тихомиров
- Головний оператор — Євген Шапіро
- Режисери — В. Гіндін, Ст. Миронова
- Головний художник — Микола Суворов
- Звукооператор — Григорій Ельберт
- Солісти, хор та оркестр Великого театру Союзу РСР
- Музичний керівник і диригент — Борис Хайкін
- Музичний консультант — А. Дмитрієв Директор картини — Ст. Яковлєв

## Нагороди
На XIII МКФ в Единбурзіе, Шотландія в 1960 році фільм був удостоєний диплома.
Виконавиця ролі Тетяни Ларіної актриса Аріадна Шенгелая отримала першу премію на Московському кінофестивалі в 1959 році, а також головний приз на Всесоюзному кінофестивалі в Києві.

## Цікаві факти
- Галина Вишневська у своїх мемуарах повідомила, що готувалася не тільки заспівати партію Тетяни, а й зіграти її у фільмі. Зйомок завадила вагітність актриси, яка при цьому не завадила виконати весь закадровий текст будучи на фінальних місяцях вагітності, хоча актрисі доводилося буквально розриватися між основною роботою в Москві і Ленінградом, де проходили зйомки фільму і запис звуку.